# Campeonato Sul-Americano de Clubes de Voleibol Feminino de 2024
O Campeonato Sul-Americano de Clubes de Voleibol Feminino de 2024 foi a vigésima quarta edição do torneio organizado anualmente pela Confederação Sul-Americana de Voleibol (CSV),  disputado entre os dias 14 e 18 de fevereiro de 2024, no Ginásio Paulo Skaf, localizada na cidade de Bauru. O torneio foi classificatório para edição do Campeonato Mundial de Clubes de 2024..
O Minas TC conquistou seu quinto título ao derrotar o Praia Clube na final por 3 sets a 2. Completando o pódio o anfitrião Sesi/Vôlei Bauru  conquista amedalha de bronze ao vencer o Regatas Lima  por 3 sets a 1. A central Júlia Kudiess foi eleita a melhor jogadora (MVP) da competição..

## Direitos de transmissão
As partidas foram transmitidas pelo canal do Youtube Canal Voleysur e no site oficial da CSV. As partidas a partir da fase semifinal também foram transmitidas pelo canal fechado SporTV.

## Formato de disputa
Para a classificação dentre dos grupos na primeira fase, o placar de 3–0 ou 3–1 garantiu três pontos para a equipe vencedora e nenhum para a equipe derrotada; já o placar de 3–2 garantiu dois pontos para a equipe vencedora e um para a perdedora.
As duas equipes melhores classificadas de cada grupo na fase classificatória avançaram para as semifinais, desta fase se definiu a disputa final pelo título e a disputa do terceiro lugar, enquanto os terceiros colocados disputaram o quinto lugar na classificação final.

## Participantes
As seguintes equipes foram qualificadas para a disputa do Campeonato Sul-Americano de Clubes de 2024:
| Equipe           | País    | Forma de Classificação                         | Títulos                    |
| ---------------- | ------- | ---------------------------------------------- | -------------------------- |
| Sesi/Vôlei Bauru | Brasil  | Representante da cidade-sede                   | 0 (não possui)             |
| Praia Clube      | Brasil  | Campeão da Superliga Brasileira A 2022–23      | 2 (2021, 2023)             |
| Minas TC         | Brasil  | Vice-campeão da Superliga Brasileira A 2022–23 | 4 (2018, 2019, 2020, 2022) |
| Regatas Lima     | Peru    | Campeão do Campeonato Peruano de 2022–23       | 0 (não possui)             |
| San Martín       | Bolívia | Campeão do Campeonato Boliviano de 2023        | 0 (não possui)             |
| Atlético Barbato | Uruguai | Representante da Federação Uruguaia de 2023    | 0 (não possui)             |

## Fase classificatória

### Grupo A
Classificação
|  |                                                    |
|  | Equipes classificadas para as semifinais           |
|  | Equipe classificada para a disputa do quinto lugar |

|     |                  |     | Jogos | Jogos | Jogos | Resultados | Resultados | Resultados | Resultados | Resultados | Resultados | Sets | Sets | Sets  | Pontos | Pontos | Pontos |
| Pos | Equipe           | Pts | T     | V     | D     | 3–0        | 3–1        | 3–2        | 2–3        | 1–3        | 0–3        | V    | P    | R     | V      | P      | R      |
| --- | ---------------- | --- | ----- | ----- | ----- | ---------- | ---------- | ---------- | ---------- | ---------- | ---------- | ---- | ---- | ----- | ------ | ------ | ------ |
| 1   | Praia Clube      | 6   | 2     | 2     | 0     | 2          | 0          | 0          | 0          | 0          | 0          | 6    | 0    | MAX   | 150    | 75     | 2,000  |
| 2   | Regatas Lima     | 3   | 2     | 1     | 1     | 1          | 0          | 0          | 0          | 0          | 1          | 3    | 3    | 1,000 | 122    | 133    | 0.917  |
| 3   | Atlético Barbato | 0   | 2     | 0     | 2     | 0          | 0          | 0          | 0          | 0          | 2          | 0    | 6    | 0,000 | 86     | 150    | 0.573  |

Resultados
| 14 de fevereiro de 2024 18:00 Relatório | Praia Clube | 3 — 0             | Atlético Barbato | Ginásio Paulo Skaf , Bauru Árbitro(s): PER Rocío Huarcaya López BOL Esteban Pinto Tangara BRA Gustavo Rodolfo Costa(AV) |
| 14 de fevereiro de 2024 18:00 Relatório | 25          | Set 1 Set 2 Set 3 | 12 9 7           | Ginásio Paulo Skaf , Bauru Árbitro(s): PER Rocío Huarcaya López BOL Esteban Pinto Tangara BRA Gustavo Rodolfo Costa(AV) |

| 15 de fevereiro de 2024 18:00 Relatório | Regatas Lima | 3 — 0             | Atlético Barbato | Ginásio Paulo Skaf , Bauru Árbitro(s): BOL Esteban Pinto Tangara BRA Ivan Eustáquio Couto Cardoso PER Rocío Huarcaya López(AV) |
| 15 de fevereiro de 2024 18:00 Relatório | 25           | Set 1 Set 2 Set 3 | 18 20            | Ginásio Paulo Skaf , Bauru Árbitro(s): BOL Esteban Pinto Tangara BRA Ivan Eustáquio Couto Cardoso PER Rocío Huarcaya López(AV) |

| 16 de fevereiro de 2024 18:00 Relatório | Praia Clube | 3 — 0             | Regatas Lima | Ginásio Paulo Skaf , Bauru Árbitro(s): URU Raul Pan Oliveira BRA Gustavo Rodolfo Costa BOL Esteban Pinto Tangara(AV) |
| 16 de fevereiro de 2024 18:00 Relatório | 25          | Set 1 Set 2 Set 3 | 15 18 14     | Ginásio Paulo Skaf , Bauru Árbitro(s): URU Raul Pan Oliveira BRA Gustavo Rodolfo Costa BOL Esteban Pinto Tangara(AV) |

### Grupo B
Classificação
|  |                                                    |
|  | Equipes classificadas às semifinais                |
|  | Equipe classificada para a disputa do quinto lugar |

|     |                  |     | Jogos | Jogos | Jogos | Resultados | Resultados | Resultados | Resultados | Resultados | Resultados | Sets | Sets | Sets  | Pontos | Pontos | Pontos |
| Pos | Equipe           | Pts | T     | V     | D     | 3–0        | 3–1        | 3–2        | 2–3        | 1–3        | 0–3        | V    | P    | R     | V      | P      | R      |
| --- | ---------------- | --- | ----- | ----- | ----- | ---------- | ---------- | ---------- | ---------- | ---------- | ---------- | ---- | ---- | ----- | ------ | ------ | ------ |
| 1   | Minas TC         | 6   | 2     | 2     | 0     | 1          | 1          | 0          | 0          | 0          | 0          | 6    | 1    | 6,000 | 169    | 128    | 1.320  |
| 2   | Sesi/Vôlei Bauru | 3   | 2     | 1     | 1     | 1          | 0          | 0          | 0          | 1          | 0          | 4    | 3    | 1.333 | 160    | 118    | 1.356  |
| 3   | San Martín       | 0   | 2     | 0     | 2     | 0          | 0          | 0          | 0          | 0          | 2          | 0    | 6    | 0,000 | 67     | 150    | 0.447  |

Resultados
| 14 de fevereiro de 2024 20:00 Relatório | Sesi/Vôlei Bauru | 3 — 0             | San Martín | Ginásio Paulo Skaf , Bauru Árbitro(s): URU Raul Pan Oliveira BRA Guilherme Pierro Mendonça BRA Ivan Eustáquio Couto Cardoso(AV) |
| 14 de fevereiro de 2024 20:00 Relatório | 25               | Set 1 Set 2 Set 3 | 7 5 12     | Ginásio Paulo Skaf , Bauru Árbitro(s): URU Raul Pan Oliveira BRA Guilherme Pierro Mendonça BRA Ivan Eustáquio Couto Cardoso(AV) |

| 15 de fevereiro de 2024 85 84 20:00 Relatório | Sesi/Vôlei Bauru | 1 — 3                   | Minas TC    | Ginásio Paulo Skaf , Bauru Árbitro(s): BRA Guilherme Pierro Mendonça BRA Gustavo Rodolfo Costa BRA Ivan Eustáquio Couto Cardoso(AV) |
| 15 de fevereiro de 2024 85 84 20:00 Relatório | 19 25 24 17      | Set 1 Set 2 Set 3 Set 4 | 25 18 26 25 | Ginásio Paulo Skaf , Bauru Árbitro(s): BRA Guilherme Pierro Mendonça BRA Gustavo Rodolfo Costa BRA Ivan Eustáquio Couto Cardoso(AV) |

| 16 de fevereiro de 2024 20:00 Relatório | Minas TC | 3 — 0             | San Martín | Ginásio Paulo Skaf , Bauru Árbitro(s): PER Rocío Huarcaya López BRA Ivan Eustáquio Couto Cardoso URU Raul Pan Oliveira(AV) |
| 16 de fevereiro de 2024 20:00 Relatório | 25       | Set 1 Set 2 Set 3 | 10 13 20   | Ginásio Paulo Skaf , Bauru Árbitro(s): PER Rocío Huarcaya López BRA Ivan Eustáquio Couto Cardoso URU Raul Pan Oliveira(AV) |

## Fase final

### Chaveamento final
|  | Semifinais              | Semifinais |                         |   | Final | Final |
|  |                         |            |                         |   |       |       |
|  | 17 de fevereiro - 18:00 |            |                         |   |       |       |
|  |                         |            |                         |   |       |       |
|  | Praia Clube             | 3          |                         |   |       |       |
|  | Praia Clube             | 3          | 18 de fevereiro - 14:00 |   |       |       |
|  | Sesi/Vôlei Bauru        | 0          |                         |   |       |       |
|  | Sesi/Vôlei Bauru        | 0          | Praia Clube             | 2 |       |       |
|  | 17 de fevereiro - 15:30 |            | Praia Clube             | 2 |       |       |
|  |                         | Minas TC   | 3                       |   |       |       |
|  | Minas TC                | Minas TC   | 3                       | 3 |       |       |
|  | Minas TC                |            |                         | 3 |       |       |
|  | Regatas Lima            | 0          |                         |   |       |       |
|  | Regatas Lima            | 0          | Terceiro lugar          |   |       |       |
|  |                         |            |                         |   |       |       |
|  | 18 de fevereiro - 11:30 |            |                         |   |       |       |
|  |                         |            |                         |   |       |       |
|  | Sesi/Vôlei Bauru        | 3          |                         |   |       |       |
|  | Sesi/Vôlei Bauru        | 3          |                         |   |       |       |
|  | Regatas Lima            | 1          |                         |   |       |       |

### Disputa pelo 5º lugar
| 17 de fevereiro de 2024 14:30 Relatório | Atlético Barbato | 3 — 2                         | San Martín    | Ginásio Paulo Skaf , Bauru Árbitro(s): BOL Esteban Pinto Tangara URU Raul Pan Oliveira PER Rocío Huarcaya López(AV) |
| 17 de fevereiro de 2024 14:30 Relatório | 25 23 25 20 15   | Set 1 Set 2 Set 3 Set 4 Set 5 | 23 25 21 25 9 | Ginásio Paulo Skaf , Bauru Árbitro(s): BOL Esteban Pinto Tangara URU Raul Pan Oliveira PER Rocío Huarcaya López(AV) |

### Semifinais
| 17 de fevereiro de 2024 15:30 Relatório | Minas TC | 3 — 0             | Regatas Lima | Ginásio Paulo Skaf , Bauru Árbitro(s): BRA Ivan Eustáquio Couto Cardoso PER Rocío Huarcaya López URU Raul Pan Oliveira(AV) |
| 17 de fevereiro de 2024 15:30 Relatório | 25       | Set 1 Set 2 Set 3 | 15 21        | Ginásio Paulo Skaf , Bauru Árbitro(s): BRA Ivan Eustáquio Couto Cardoso PER Rocío Huarcaya López URU Raul Pan Oliveira(AV) |

| 17 de fevereiro de 2024 18:00 Relatório | Praia Clube | 3 — 0             | Sesi/Vôlei Bauru | Ginásio Paulo Skaf , Bauru Árbitro(s): BRA Gustavo Rodolfo Costa BRA Guilherme Pierro Mendonça BRA Ivan Eustáquio Couto Cardoso(AV) |
| 17 de fevereiro de 2024 18:00 Relatório | 25          | Set 1 Set 2 Set 3 | 20 19            | Ginásio Paulo Skaf , Bauru Árbitro(s): BRA Gustavo Rodolfo Costa BRA Guilherme Pierro Mendonça BRA Ivan Eustáquio Couto Cardoso(AV) |

### Disputa pelo 3º lugar
| 18 de fevereiro de 2024 11:00 Relatório | Regatas Lima | 1 — 3                   | Sesi/Vôlei Bauru | Ginásio Paulo Skaf , Bauru Árbitro(s): BRA Gustavo Rodolfo Costa PER Rocío Huarcaya López ND A definir(AV) |
| 18 de fevereiro de 2024 11:00 Relatório | 21 15 25 21  | Set 1 Set 2 Set 3 Set 4 | 25 21 25         | Ginásio Paulo Skaf , Bauru Árbitro(s): BRA Gustavo Rodolfo Costa PER Rocío Huarcaya López ND A definir(AV) |

### Final
| 18 de fevereiro de 2024 14:00 Relatório | Minas TC    | 3 — 2                         | Praia Clube    | Ginásio Paulo Skaf , Bauru Árbitro(s): BRA Gustavo Rodolfo Costa BRA Ivan Eustáquio Couto Cardoso(AV) PER Rocío Huarcaya López(AV) |
| 18 de fevereiro de 2024 14:00 Relatório | 24 16 25 15 | Set 1 Set 2 Set 3 Set 4 Set 5 | 26 25 19 22 11 | Ginásio Paulo Skaf , Bauru Árbitro(s): BRA Gustavo Rodolfo Costa BRA Ivan Eustáquio Couto Cardoso(AV) PER Rocío Huarcaya López(AV) |

## Classificação final
| Posição | Equipe           | Classificação                        |
| ------- | ---------------- | ------------------------------------ |
|         | Minas TC         | Campeonato Mundial de Clubes de 2024 |
|         | Praia Clube      | Campeonato Mundial de Clubes de 2024 |
|         | Sesi/Vôlei Bauru |                                      |
| 4       | Regatas Lima     |                                      |
| 5       | Atlético Barbato |                                      |
| 6       | San Martín       |                                      |

## Premiações
| Campeonato Sul-Americano de Clubes de 2024 |
| Brasil                                     |
| ------------------------------------------ |
| Minas TC Campeão (5.º título)              |

### Individuais
A seleção do campeonato foi composta pelas seguintes jogadoras:
- MVP (Most Valuable Player): Júlia Kudiess  (MTC)